# Бікалутамід
Бікалутамід (англ. Bicalutamide, лат. Bicalutamidum) — синтетичний лікарський препарат, який належить до нестероїдних антагоністів андрогенів, що застосовується перорально. Уперше препарат синтезований у США в лабораторії компанії «Schering-Plough» в 1967 році, і початково розглядався як антибактеріальний засіб. Пізніше встановлено, що він має антиандрогенні властивості. Новий препарат надалі досліджувався британською компанією ICI, та уперше запатентований у 1982 році. У подальшому, після входження ICI до складу компанії «AstraZeneca», клінічні дослідження та маркетинг нового препарату робила вже ця компанія, яка розпочала випуск бікалутаміду під торговою маркою «Касодекс».

## Фармакологічні властивості
Бікалутамід — синтетичний лікарський засіб, який належить до нестероїдних антагоністів андрогенів. За хімічним складом є рацемічною сумішшю двох енантіомерів (S-бікалутаміду та R-бікалутаміду). Механізм дії препарату полягає у блокуванні андрогенних рецепторів у клітинах-мішенях (простати, гіпоталамусу, гіпофізу і сім'яних міхурців), що призводить до інгібування зв'язування андрогенів з рецепторами, наслідком чого є блокування біологічних ефектів андрогенів, одним із яких є гальмування росту пухлини в передміхуровій залозі, а також попередження розвитку метастазування пухлини. Бікалутамід не має іншої ендокринної активності, і при його застосуванні не спостерігається пригнічення статевої функції, розвиток остеопорозу та астенічний синдром. Бікалутамід застосовується для лікування раку простати, у тому числі метастатичного, в поєднанні з хірургічним лікуванням або застосуванням агоністів гонадотропін-рилізинг гормону, а також для лікування хворих, які мають непереносимість до інших видів лікування або несприйнятливість інших видів терапії, причому бікалутамід мав більшу ефективність та меншу кількість побічних ефектів при застосуванні у хворих раком простати, ніж інші нестероїдні антагоністи андрогенів флутамід і нілутамід.

### Фармакокінетика
Бікалутамід добре всмоктується після перорального застосування, проте біодоступність препарату не досліджена. Максимальна концентрація R-бікалутаміду досягається протягом 31—39 годин після прийому препарату, S-бікалутамід всмоктується значно швидше. Бікалутамід добре (на 96—99 %) зв'язується з білками плазми крові. Даних за проникнення препарату через плацентарний бар'єр та в грудне молоко немає. Бікалутамід метаболізується у печінці з утворенням переважно неактивних метаболітів. Виводиться флутамід з організму у однаковій кількості як із сечею, так і з жовчю. Період напіввиведення препарату складає у середньому 7 діб, і цей час може збільшуватися при порушеннях функції печінки або нирок.

## Покази до застосування
Бікалутамід застосовують для лікування раку простати, у тому числі метастатичного, в поєднанні з хірургічним лікуванням або застосуванням агоністів гонадотропін-рилізинг гормону, а також для лікування хворих, які мають непереносимість до інших видів лікування або несприйнятливість інших видів терапії.

## Побічна дія
При застосуванні бікалутаміду побічні ефекти спостерігаються рідше, ніж при застосуванні флутаміду і нілотаміду, найчастішими побічними ефектами при застосуванні препарату є:
- Алергічні реакції та з боку шкірних покривів — шкірний висип, свербіж шкіри, гірсутизм, алопеція, кропив'янка, набряк Квінке.
- З боку травної системи — нудота, блювання, діарея, біль у животі, втрата апетиту, жовтяниця, порушення функції печінки, печінкова недостатність (вкрай рідко з летальними наслідками).
- З боку нервової системи — запаморочення, порушення сну, депресія, астенічний синдром.
- З боку серцево-судинної системи — серцева недостатність, інфаркт міокарду, біль у грудній клітці, приливи крові.
- З боку ендокринної системи — гінекомастія, біль у молочних залозах (у тому числі в чоловіків), зниження лібідо, еректильна дисфункція.
- З боку дихальної системи — рідко інтерстиційне ураження легень, іноді з летальним наслідком.
- З боку сечовидільної системи — гематурія.
- Інші побічні ефекти — збільшення маси тіла.
- Зміни в лабораторних аналізах — підвищення рівня активності амінотрансфераз в крові, анемія.

## Протипокази
Бікалутамід протипоказаний при підвищеній чутливості до препарату, для застосування в жінок і дітей. Протипоказане сумісне застосування препарату з терфенадином, астемізолом або цизапридом.

## Форми випуску
Бікалутамід випускається у вигляді таблеток по 0,05 та 0,15 г.